# Дизін
Дизін (пол. Dyzin) — село в Польщі, у гміні Целестинув Отвоцького повіту Мазовецького воєводства.
Населення — 267 осіб (2011).
У 1975-1998 роках село належало до Варшавського воєводства.

## Демографія
Демографічна структура станом на 31 березня 2011 року:
|          | Загалом | Допрацездатний вік | Працездатний вік | Постпрацездатний вік |
| -------- | ------- | ------------------ | ---------------- | -------------------- |
| Чоловіки | 127     | 25                 | 86               | 16                   |
| Жінки    | 140     | 29                 | 85               | 26                   |
| Разом    | 267     | 54                 | 171              | 42                   |